# Journal russe (Steinbeck)
Journal russe (en anglais : A Russian Journal) est un journal de voyage de John Steinbeck,
publié
par Viking Press dès 1948

et pour la première fois en français par Gallimard l'année suivante
,.
Steinbeck y rend compte de ce qu'il a vu pendant son voyage en Russie soviétique avec Robert Capa au début de la guerre froide. L'écrivain et le photographe de guerre sont mandatés par le New York Times pour rendre compte des réalités de la vie quotidienne au pays de Soviets (« honest reporting, to set down what we saw and heard without editorial comment, without drawing conclusions about things we didn't know sufficiently. »)
Steinbeck et Capa montrent la vie des soviétiques dans des conditions extrêmement différentes de celles des Américains de l'époque : à la ville comme à la campagne, la vie semble paisible et très similaire à celle d'autres peuples européens à l'époque. Sans cacher la nature autoritaire de l'Union soviétique, Steinbeck affirme que le Russe moyen craint une nouvelle guerre mondiale plus que Staline. Pendant ce bref voyage, Steinbeck et Capa visitent
Moscou,
Kiev, Stalingrad et la Géorgie soviétique.
À Kiev, Steinbeck est choqué par la dévastation causée en Ukraine par la guerre. Pour la faire comprendre par ses lecteurs américains, il écrit
.

« anglais : If the United States were completely destroyed from New York to Kansas, we would have about the area of destruction the Ukraine has. If six million people were killed, not counting soldiers, fifteen per cent of the population, you would have an idea of the casualties of the Ukraine. Counting soldiers, there would be many more, but six million out of forty-five million civilians have been killed. There are mines which never opened because the Germans threw thousands of bodies down into the shafts.

français : Si les États-Unis étaient complètement détruits de New York au Kansas, la zone détruite serait ce qu'elle est en Ukraine. Si six millions de personnes étaient tuées, sans compter les soldats, c'est-à-dire quinze pour cent de la population, vous auriez une idée des victimes de l'Ukraine. En comptant les soldats, il y en aurait beaucoup plus, mais six millions sur quarante-cinq millions de civils ont été tués. Il y a des mines qui n'ont jamais été ouvertes parce que les Allemands ont jeté des milliers de corps dans les puits.
 »

## References
1. ↑  
(en) John Steinbeck, A Russian Journal, New York, The Viking Press, 1948 (lire en ligne )
2. ↑  
John Steinbeck (trad. Marcel Duhamel), Journal russe, Gallimard (ISBN 2-07-026074-7)
3. ↑  
« Journal russe (préface Nicolas Werth) », sur Librairie Gallimard, 20 octobre 2022 (ISBN 9782072966484)
4. 1 2  
(en) « When John Steinbeck went to Stalingrad », 7 décembre 2013
5. ↑  
(en) John Steinbeck, A Russian Journal, New York, Viking Press, 1948 (archive.org/details/russianjournalby0000unse ), p. 60